# Escudo de Acre
El escudo del estado de Acre es uno de los símbolos oficiales de esta unidad federativa. El lema nacional Nec Luceo Pluribus Impar, significa Brilla diferente a los demás.

## Historia
El primer escudo de Acre fue creado durante la proclamación del Estado Independiente de Acre, con la siguiente estructura: En el centro, el lema "Estado Independente do Acre - 07 de agosto 1902" ("Estado Independiente de Acre - 7 de agosto de 1902), y una cinta con la frase "Libertas Quae Sera Tamen" ("Libertad aunque venga tarde" o "Libertad aunque tardía").
El 24 de mayo de 1922, el gobernador Epaminondas Jácome a través de la Resolución 45, creó el segundo escudo estadal, con la siguiente estructura:
En el centro, una estrella roja. En la parte inferior de la circunferencia, al lado izquierdo la fecha 6-8-1902. En el lado derecho la fecha 24-1-1903, inicio y fin de la Revolución Acreana. Bordeando la estrella, las palabras: "Nic Luceo Pluribus Odd" ("Iluminados como tantos").
El escudo acreano fue reajustado en la administración del gobernador Edmundo Pinto de Almeida Neto, con los mismos significados de las dos primeras versiones del blasón.

## Regulación
El uso de este símbolo se reglamentó por la Ley Estadal N. 1173 del 22 de diciembre de 1995, que regula y define la forma y presentación del escudo de armas del estado de Acre, firmada por el gobernador Orleir Cameli.
El escudo forma parte de la banda del gobernador de Acre.

## Evolución histórica del escudo
La República de Acre y el Estado Independiente de Acre fueron gobiernos separatistas en la región de Acre de Bolivia entre 1899 y 1903.
Por decreto n ° 1 de 15 de julio de 1899 Luis Gálvez Rodríguez de Arias, el jefe del gobierno provisional proclamó el Estado Independiente de Acre.
El sello del estado independiente mostraba un árbol y una casa, en jefe una estrella de cinco puntas radiante. La leyenda dice: ESTADO INDEPENDENTE DO ACRE (en español: Estado Independiente de Acre) y PÁTRIA E LIBERDADE (en español: Patria y Libertad). Fue impreso en sellos emitidos en 1899.

### Galería de escudos

Escudo de armas de la República de Acre en 1899.
Escudo de armas del Estado Independiente de Acre (1902)
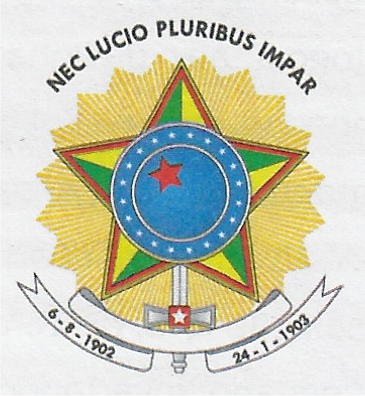
Escudo de armas de Acre de 1922 a 1969, con el lema en latín: Nec Luceo Pluribus Impar  (Brilla diferente a los demás)